# Frederick Lennox Ingall
 (octobre 2020).
Si vous disposez d'ouvrages ou d'articles de référence ou si vous connaissez des sites web de qualité traitant du thème abordé ici, merci de compléter l'article en donnant les références utiles à sa vérifiabilité et en les liant à la section « Notes et références ».
Frederick Lennox Ingall (1795-1862) était un officier de l'Armée britannique, constructeur du Fort Ingall au Témiscouata.

## Historique
Frederick L. Ingall, fils de John Ingall est né à Lambeth le 16 mars 1795. Le nom de jeune fille de la mère Frederick L. Ingall étant "Lenox", il l'utilise comme deuxième nom. L'armée britannique se trompera éventuellement dans l'écriture du nom en ajoutant un "n". Il entra dans l'armée britannique en tant qu'Enseigne du Royal Est Middlesex Militia le 10 février 1810, alors qu'il n'était âgé que de 15 ans. Le 8 avril 1813, il se porte volontaire pour joindre les réguliers parmi le 70e Régiment d'infanterie. Il passe alors son premier séjour au Canada, participant à la guerre entre le Canada et les États-Unis dès son arrivée au début de novembre 1813. Il acquiert le grade de Lieutenant le 14 mars 1816.
En 1826, il rejoint le 15e Régiment d'infanterie. Contrairement à ses collègues officiers, Frederick L. Ingall n'était pas très riche. Son père, John Ingall, avait, selon la rumeur, dilapidé sa fortune. Dans une lettre de 1821 à un de ses proches, Frederick L. Ingall se décrit comme « diaboliquement pauvre ». À cette époque, les grades d'officiers étaient achetés par des commissions. En conséquence, Frederick. L. Ingall n'était pas en mesure de se payer une promotion. Par son expérience, il acquit la fonction de Surintendant du département du Quartier-maître général pour le district de Québec, un poste de haute responsabilité.
En 1836, il participe à la rencontre entre Sir Francis Bond Head (en) et les Chefs amérindiens à Manitowaning (ON, Canada). Commandant les troupes britanniques, il est aussi un des signataires du traité.
En 1839, dans le cadre de la Guerre d'Aroostook, il supervise la construction du Fort Ingall, une fortification de campagne de 12 bâtiments protégé d'une palissade et de deux pièces d'ordonnance. Il séjourne alors à Rivière-du-Loup.
Le 5 février 1841, après avoir cumulé 22 ans de service dans l'armée à salaire complet et 6 ans à demi salaire, il est gradé Capitaine.